# 278
278是277與279之間的自然數。

## 在數學中
- 合數，正因數有1、2、139和278。
質因數分解為{\displaystyle 2\times 139}。
- 虧數，真因數和為142，虧度為136。
- 不尋常數，大於平方根的質因數為139。
- 第88個半質數。前一個為274、下一個為287。
- 無平方數因數的數。
- 十进制的奢侈數。
- 無平方數因數的數
- {\displaystyle 6\times 278\pm 1}是孿生質數

## 在人類文化中
- 唐才子傳共收唐、五代詩人傳記278篇
- 梁武帝辦過一次全國性的圍棋大賽，是有據可查的最早的一次全國性比賽，在比賽結束后，入段的棋手有278人（圍棋史）
- 月球3號質量278公斤，是世界上第一個拍得月球背面照片的太空飛行器
- 是美國78號州際公路的補助線，也是唯一一條穿越紐約市全部五大區的州際公路
- 上海國際金融中心的麗嘉酒店設有278個酒店房間
- 美國的15星國旗從1795年到1818年共使用了278個月
- 香港新世界大廈高度為278公尺
- 維吉尼亞州的部分地區北美洲電話區號為278

## 在天文中
- NGC 278 是仙后座的一個星系
- 大麥哲倫星系的紅位移為278 ± 3 公里／秒

## 在其他領域中
- 西元278年和前278年
- 黑箭號運載火箭的第三級火箭比沖為278秒
- CH-47契努克的CH-47D速度為278公里／小時